# Ladies Tour of Norway 2021
La 7.ª edición del Ladies Tour of Norway se celebró entre el 12 y el 15 de agosto de 2021 con inicio y final en la ciudad de Halden en Noruega. El recorrido consta de un total de 4 etapas sobre una distancia total de 573,3 km. 
La carrera hace parte del UCI WorldTour Femenino 2021 como competencia de categoría 2.WWT del calendario ciclístico de máximo nivel mundial. 

## Equipos
Tomaron la salida un total de 19 equipos, de los cuales 9 equipos fueron equipos de categoría UCI WorldTeam Femenino, 9 equipos de categoría UCI Continental Team Femenino y la selección nacional de Noruega, quienes conformaron un pelotón de 104 ciclistas de las cuales terminaron 95. Los equipos participantes fueron:
| translation for headoftableIII_translate index 58 not found (9)- Alé BTC Ljubljana - Team BikeExchange - Canyon-SRAM Racing - Team DSM - FDJ-Nouvelle Aquitaine-Futuroscope - Liv Racing - Movistar Team - SD Worx - Trek-Segafredo UCI Women's continental teams (2)- Drops-Le col - Team Tibco-Silicon Valley Bank Equipo nacional- Noruega Unknown team category (7)- Andy Schleck-CP NVST-Immo Losch - Bingoal Casino-Chevalmeire - Hitec Products - Jumbo-Visma - Parkhotel Valkenburg - Plantur-Pura - Valcar-Travel & Service |
| |

## Recorrido
El Ladies Tour of Norway dispuso de cuatro etapas etapas para un recorrido total de 573,3 km.
| Etapa     | Fecha     | Recorrido           | type             | Distancia (km) | Ganador              | Líder                |
| --------- | --------- | ------------------- | ---------------- | -------------- | -------------------- | -------------------- |
| 1.ª etapa | 12 de ago | Halden – Sarpsborg  | etapa llana      | 141,5          | Kristen Faulkner     | Kristen Faulkner     |
| 2.ª etapa | 13 de ago | Askim – Mysen       | etapa llana      | 145,2          | Riejanne Markus      | Riejanne Markus      |
| 3.ª etapa | 14 de ago | Drammen – Norefjell | etapa de montaña | 145            | Annemiek van Vleuten | Annemiek van Vleuten |
| 4.ª etapa | 15 de ago | Drøbak – Halden     | etapa llana      | 141,6          | Chloe Hosking        | Annemiek van Vleuten |

## Desarrollo de la carrera

### 1.ª etapa
| Halden - Sarpsborg | etapa llana | (141,5 km) |

| \| Clasificación de la etapa \| Clasificación de la etapa \| Clasificación de la etapa \| Clasificación de la etapa \| Clasificación de la etapa \| \| Ciclista \| Ciclista \| Equipo \| Tiempo \| \| \| ------------------------- \| ------------------------- \| ---------------------------------- \| ------------------------- \| ------------------------- \| \| 1.ª \| Kristen Faulkner \| Tibco-Silicon Valley Bank \| 3 h 38 min 15 s \| \| \| 2.ª \| Susanne Andersen \| Team DSM \| + 0 s \| \| \| 3.ª \| Alice Barnes \| Canyon-SRAM Racing \| + 0 s \| \| \| 4.ª \| Cecilie Uttrup Ludwig \| FDJ-Nouvelle Aquitaine-Futuroscope \| + 0 s \| \| \| 5.ª \| Femke Markus \| Parkhotel Valkenburg \| + 0 s \| \| \| 6.ª \| Lucinda Brand \| Trek-Segafredo \| + 0 s \| \| \| 7.ª \| Annemiek van Vleuten \| Movistar Team \| + 0 s \| \| \| 8.ª \| Roxane Fournier \| SD Worx \| + 0 s \| \| \| 9.ª \| Barbara Guarischi \| Movistar Team \| + 0 s \| \| \| 10.ª \| Sofia Bertizzolo \| Liv Racing \| + 0 s \| \| |                       |                                    |                 |
| |                       |                                    |                 |
| Fuente: ProCyclingStats |                       |                                    |                 |
| Clasificación de la etapa |                       |                                    |                 |
| Ciclista | Ciclista              | Equipo                             | Tiempo          |
| 1.ª | Kristen Faulkner      | Tibco-Silicon Valley Bank          | 3 h 38 min 15 s |
| 2.ª | Susanne Andersen      | Team DSM                           | + 0 s           |
| 3.ª | Alice Barnes          | Canyon-SRAM Racing                 | + 0 s           |
| 4.ª | Cecilie Uttrup Ludwig | FDJ-Nouvelle Aquitaine-Futuroscope | + 0 s           |
| 5.ª | Femke Markus          | Parkhotel Valkenburg               | + 0 s           |
| 6.ª | Lucinda Brand         | Trek-Segafredo                     | + 0 s           |
| 7.ª | Annemiek van Vleuten  | Movistar Team                      | + 0 s           |
| 8.ª | Roxane Fournier       | SD Worx                            | + 0 s           |
| 9.ª | Barbara Guarischi     | Movistar Team                      | + 0 s           |
| 10.ª | Sofia Bertizzolo      | Liv Racing                         | + 0 s           |

| \| Clasificación general \| Clasificación general \| Clasificación general \| Clasificación general \| Clasificación general \| \| Ciclista \| Ciclista \| Equipo \| Tiempo \| \| \| --------------------- \| --------------------- \| ---------------------------------- \| --------------------- \| --------------------- \| \| 1.ª \| Kristen Faulkner \| Tibco-Silicon Valley Bank \| 3 h 38 min 05 s \| \| \| 2.ª \| Susanne Andersen \| Team DSM \| + 4 s \| \| \| 3.ª \| Alice Barnes \| Canyon-SRAM Racing \| + 6 s \| \| \| 4.ª \| Cecilie Uttrup Ludwig \| FDJ-Nouvelle Aquitaine-Futuroscope \| + 10 s \| \| \| 5.ª \| Femke Markus \| Parkhotel Valkenburg \| + 10 s \| \| \| 6.ª \| Lucinda Brand \| Trek-Segafredo \| + 10 s \| \| \| 7.ª \| Annemiek van Vleuten \| Movistar Team \| + 10 s \| \| \| 8.ª \| Roxane Fournier \| SD Worx \| + 10 s \| \| \| 9.ª \| Barbara Guarischi \| Movistar Team \| + 10 s \| \| \| 10.ª \| Sofia Bertizzolo \| Liv Racing \| + 10 s \| \| |                       |                                    |                 |
| |                       |                                    |                 |
| Fuente: ProCyclingStats |                       |                                    |                 |
| Clasificación general |                       |                                    |                 |
| Ciclista | Ciclista              | Equipo                             | Tiempo          |
| 1.ª | Kristen Faulkner      | Tibco-Silicon Valley Bank          | 3 h 38 min 05 s |
| 2.ª | Susanne Andersen      | Team DSM                           | + 4 s           |
| 3.ª | Alice Barnes          | Canyon-SRAM Racing                 | + 6 s           |
| 4.ª | Cecilie Uttrup Ludwig | FDJ-Nouvelle Aquitaine-Futuroscope | + 10 s          |
| 5.ª | Femke Markus          | Parkhotel Valkenburg               | + 10 s          |
| 6.ª | Lucinda Brand         | Trek-Segafredo                     | + 10 s          |
| 7.ª | Annemiek van Vleuten  | Movistar Team                      | + 10 s          |
| 8.ª | Roxane Fournier       | SD Worx                            | + 10 s          |
| 9.ª | Barbara Guarischi     | Movistar Team                      | + 10 s          |
| 10.ª | Sofia Bertizzolo      | Liv Racing                         | + 10 s          |

### 2.ª etapa
| Halden - Sarpsborg | etapa llana | (141,5 km) |

| \| Clasificación de la etapa \| Clasificación de la etapa \| Clasificación de la etapa \| Clasificación de la etapa \| Clasificación de la etapa \| \| Ciclista \| Ciclista \| Equipo \| Tiempo \| \| \| ------------------------- \| ------------------------- \| ---------------------------------- \| ------------------------- \| ------------------------- \| \| 1.ª \| Kristen Faulkner \| Tibco-Silicon Valley Bank \| 3 h 38 min 15 s \| \| \| 2.ª \| Susanne Andersen \| Team DSM \| + 0 s \| \| \| 3.ª \| Alice Barnes \| Canyon-SRAM Racing \| + 0 s \| \| \| 4.ª \| Cecilie Uttrup Ludwig \| FDJ-Nouvelle Aquitaine-Futuroscope \| + 0 s \| \| \| 5.ª \| Femke Markus \| Parkhotel Valkenburg \| + 0 s \| \| \| 6.ª \| Lucinda Brand \| Trek-Segafredo \| + 0 s \| \| \| 7.ª \| Annemiek van Vleuten \| Movistar Team \| + 0 s \| \| \| 8.ª \| Roxane Fournier \| SD Worx \| + 0 s \| \| \| 9.ª \| Barbara Guarischi \| Movistar Team \| + 0 s \| \| \| 10.ª \| Sofia Bertizzolo \| Liv Racing \| + 0 s \| \| |                       |                                    |                 |
| |                       |                                    |                 |
| Fuente: ProCyclingStats |                       |                                    |                 |
| Clasificación de la etapa |                       |                                    |                 |
| Ciclista | Ciclista              | Equipo                             | Tiempo          |
| 1.ª | Kristen Faulkner      | Tibco-Silicon Valley Bank          | 3 h 38 min 15 s |
| 2.ª | Susanne Andersen      | Team DSM                           | + 0 s           |
| 3.ª | Alice Barnes          | Canyon-SRAM Racing                 | + 0 s           |
| 4.ª | Cecilie Uttrup Ludwig | FDJ-Nouvelle Aquitaine-Futuroscope | + 0 s           |
| 5.ª | Femke Markus          | Parkhotel Valkenburg               | + 0 s           |
| 6.ª | Lucinda Brand         | Trek-Segafredo                     | + 0 s           |
| 7.ª | Annemiek van Vleuten  | Movistar Team                      | + 0 s           |
| 8.ª | Roxane Fournier       | SD Worx                            | + 0 s           |
| 9.ª | Barbara Guarischi     | Movistar Team                      | + 0 s           |
| 10.ª | Sofia Bertizzolo      | Liv Racing                         | + 0 s           |

| \| Clasificación general \| Clasificación general \| Clasificación general \| Clasificación general \| Clasificación general \| \| Ciclista \| Ciclista \| Equipo \| Tiempo \| \| \| --------------------- \| --------------------- \| ---------------------------------- \| --------------------- \| --------------------- \| \| 1.ª \| Kristen Faulkner \| Tibco-Silicon Valley Bank \| 3 h 38 min 05 s \| \| \| 2.ª \| Susanne Andersen \| Team DSM \| + 4 s \| \| \| 3.ª \| Alice Barnes \| Canyon-SRAM Racing \| + 6 s \| \| \| 4.ª \| Cecilie Uttrup Ludwig \| FDJ-Nouvelle Aquitaine-Futuroscope \| + 10 s \| \| \| 5.ª \| Femke Markus \| Parkhotel Valkenburg \| + 10 s \| \| \| 6.ª \| Lucinda Brand \| Trek-Segafredo \| + 10 s \| \| \| 7.ª \| Annemiek van Vleuten \| Movistar Team \| + 10 s \| \| \| 8.ª \| Roxane Fournier \| SD Worx \| + 10 s \| \| \| 9.ª \| Barbara Guarischi \| Movistar Team \| + 10 s \| \| \| 10.ª \| Sofia Bertizzolo \| Liv Racing \| + 10 s \| \| |                       |                                    |                 |
| |                       |                                    |                 |
| Fuente: ProCyclingStats |                       |                                    |                 |
| Clasificación general |                       |                                    |                 |
| Ciclista | Ciclista              | Equipo                             | Tiempo          |
| 1.ª | Kristen Faulkner      | Tibco-Silicon Valley Bank          | 3 h 38 min 05 s |
| 2.ª | Susanne Andersen      | Team DSM                           | + 4 s           |
| 3.ª | Alice Barnes          | Canyon-SRAM Racing                 | + 6 s           |
| 4.ª | Cecilie Uttrup Ludwig | FDJ-Nouvelle Aquitaine-Futuroscope | + 10 s          |
| 5.ª | Femke Markus          | Parkhotel Valkenburg               | + 10 s          |
| 6.ª | Lucinda Brand         | Trek-Segafredo                     | + 10 s          |
| 7.ª | Annemiek van Vleuten  | Movistar Team                      | + 10 s          |
| 8.ª | Roxane Fournier       | SD Worx                            | + 10 s          |
| 9.ª | Barbara Guarischi     | Movistar Team                      | + 10 s          |
| 10.ª | Sofia Bertizzolo      | Liv Racing                         | + 10 s          |

### 3.ª etapa
| Drammen - Norefjell | etapa de montaña | (145 km) |

| \| Clasificación de la etapa \| Clasificación de la etapa \| Clasificación de la etapa \| Clasificación de la etapa \| Clasificación de la etapa \| \| Ciclista \| Ciclista \| Equipo \| Tiempo \| \| \| ------------------------- \| ------------------------- \| ---------------------------------- \| ------------------------- \| ------------------------- \| \| 1.ª \| Annemiek van Vleuten \| Movistar Team \| 3 h 52 min 17 s \| \| \| 2.ª \| Ashleigh Moolman-Pasio \| SD Worx \| + 35 s \| \| \| 3.ª \| Mavi García \| Alé BTC Ljubljana \| + 41 s \| \| \| 4.ª \| Marlen Reusser \| Alé BTC Ljubljana \| + 44 s \| \| \| 5.ª \| Cecilie Uttrup Ludwig \| FDJ-Nouvelle Aquitaine-Futuroscope \| + 48 s \| \| \| 6.ª \| Kristen Faulkner \| Tibco-Silicon Valley Bank \| + 50 s \| \| \| 7.ª \| Rachel Neylan \| Parkhotel Valkenburg \| + 50 s \| \| \| 8.ª \| Niamh Fisher-Black \| SD Worx \| + 1 min 01 s \| \| \| 9.ª \| Lucinda Brand \| Trek-Segafredo \| + 1 min 12 s \| \| \| 10.ª \| Juliette Labous \| Team DSM \| + 1 min 12 s \| \| |                        |                                    |                 |
| |                        |                                    |                 |
| Fuente: ProCyclingStats |                        |                                    |                 |
| Clasificación de la etapa |                        |                                    |                 |
| Ciclista | Ciclista               | Equipo                             | Tiempo          |
| 1.ª | Annemiek van Vleuten   | Movistar Team                      | 3 h 52 min 17 s |
| 2.ª | Ashleigh Moolman-Pasio | SD Worx                            | + 35 s          |
| 3.ª | Mavi García            | Alé BTC Ljubljana                  | + 41 s          |
| 4.ª | Marlen Reusser         | Alé BTC Ljubljana                  | + 44 s          |
| 5.ª | Cecilie Uttrup Ludwig  | FDJ-Nouvelle Aquitaine-Futuroscope | + 48 s          |
| 6.ª | Kristen Faulkner       | Tibco-Silicon Valley Bank          | + 50 s          |
| 7.ª | Rachel Neylan          | Parkhotel Valkenburg               | + 50 s          |
| 8.ª | Niamh Fisher-Black     | SD Worx                            | + 1 min 01 s    |
| 9.ª | Lucinda Brand          | Trek-Segafredo                     | + 1 min 12 s    |
| 10.ª | Juliette Labous        | Team DSM                           | + 1 min 12 s    |

| \| Clasificación general \| Clasificación general \| Clasificación general \| Clasificación general \| Clasificación general \| \| Ciclista \| Ciclista \| Equipo \| Tiempo \| \| \| --------------------- \| ---------------------- \| ---------------------------------- \| --------------------- \| --------------------- \| \| 1.ª \| Annemiek van Vleuten \| Movistar Team \| 11 h 10 min 25 s \| \| \| 2.ª \| Ashleigh Moolman-Pasio \| SD Worx \| + 39 s \| \| \| 3.ª \| Mavi García \| Alé BTC Ljubljana \| + 47 s \| \| \| 4.ª \| Kristen Faulkner \| Tibco-Silicon Valley Bank \| + 50 s \| \| \| 5.ª \| Marlen Reusser \| Alé BTC Ljubljana \| + 54 s \| \| \| 6.ª \| Cecilie Uttrup Ludwig \| FDJ-Nouvelle Aquitaine-Futuroscope \| + 58 s \| \| \| 7.ª \| Rachel Neylan \| Parkhotel Valkenburg \| + 1 min 00 s \| \| \| 8.ª \| Niamh Fisher-Black \| SD Worx \| + 1 min 11 s \| \| \| 9.ª \| Riejanne Markus \| Jumbo-Visma Women Team \| + 1 min 13 s \| \| \| 10.ª \| Lucinda Brand \| Trek-Segafredo \| + 1 min 22 s \| \| |                        |                                    |                  |
| |                        |                                    |                  |
| Fuente: ProCyclingStats |                        |                                    |                  |
| Clasificación general |                        |                                    |                  |
| Ciclista | Ciclista               | Equipo                             | Tiempo           |
| 1.ª | Annemiek van Vleuten   | Movistar Team                      | 11 h 10 min 25 s |
| 2.ª | Ashleigh Moolman-Pasio | SD Worx                            | + 39 s           |
| 3.ª | Mavi García            | Alé BTC Ljubljana                  | + 47 s           |
| 4.ª | Kristen Faulkner       | Tibco-Silicon Valley Bank          | + 50 s           |
| 5.ª | Marlen Reusser         | Alé BTC Ljubljana                  | + 54 s           |
| 6.ª | Cecilie Uttrup Ludwig  | FDJ-Nouvelle Aquitaine-Futuroscope | + 58 s           |
| 7.ª | Rachel Neylan          | Parkhotel Valkenburg               | + 1 min 00 s     |
| 8.ª | Niamh Fisher-Black     | SD Worx                            | + 1 min 11 s     |
| 9.ª | Riejanne Markus        | Jumbo-Visma Women Team             | + 1 min 13 s     |
| 10.ª | Lucinda Brand          | Trek-Segafredo                     | + 1 min 22 s     |

### 4.ª etapa
| Drøbak - Halden | etapa llana | (141,6 km) |

| \| Clasificación de la etapa \| Clasificación de la etapa \| Clasificación de la etapa \| Clasificación de la etapa \| Clasificación de la etapa \| \| Ciclista \| Ciclista \| Equipo \| Tiempo \| \| \| ------------------------- \| ------------------------- \| ---------------------------------- \| ------------------------- \| ------------------------- \| \| 1.ª \| Chloe Hosking \| Trek-Segafredo \| 3 h 36 min 06 s \| \| \| 2.ª \| Coryn Rivera \| Team DSM \| + 0 s \| \| \| 3.ª \| Chiara Consonni \| Valcar-Travel & Service \| + 0 s \| \| \| 4.ª \| Christine Majerus \| SD Worx \| + 0 s \| \| \| 5.ª \| Sarah Roy \| Team BikeExchange \| + 0 s \| \| \| 6.ª \| Elise Chabbey \| Canyon-SRAM Racing \| + 0 s \| \| \| 7.ª \| Elena Cecchini \| SD Worx \| + 0 s \| \| \| 8.ª \| Alison Jackson \| Liv Racing \| + 0 s \| \| \| 9.ª \| Eugénie Duval \| FDJ-Nouvelle Aquitaine-Futuroscope \| + 0 s \| \| \| 10.ª \| Emilie Moberg \| Drops-Le Col \| + 0 s \| \| |                   |                                    |                 |
| |                   |                                    |                 |
| Fuente: ProCyclingStats |                   |                                    |                 |
| Clasificación de la etapa |                   |                                    |                 |
| Ciclista | Ciclista          | Equipo                             | Tiempo          |
| 1.ª | Chloe Hosking     | Trek-Segafredo                     | 3 h 36 min 06 s |
| 2.ª | Coryn Rivera      | Team DSM                           | + 0 s           |
| 3.ª | Chiara Consonni   | Valcar-Travel & Service            | + 0 s           |
| 4.ª | Christine Majerus | SD Worx                            | + 0 s           |
| 5.ª | Sarah Roy         | Team BikeExchange                  | + 0 s           |
| 6.ª | Elise Chabbey     | Canyon-SRAM Racing                 | + 0 s           |
| 7.ª | Elena Cecchini    | SD Worx                            | + 0 s           |
| 8.ª | Alison Jackson    | Liv Racing                         | + 0 s           |
| 9.ª | Eugénie Duval     | FDJ-Nouvelle Aquitaine-Futuroscope | + 0 s           |
| 10.ª | Emilie Moberg     | Drops-Le Col                       | + 0 s           |

## Clasificaciones finales
Las clasificaciones finalizaron de la siguiente forma:

### Clasificación general
| \| Clasificación general \| Clasificación general \| Clasificación general \| Clasificación general \| Clasificación general \| \| Ciclista \| Ciclista \| Equipo \| Tiempo \| \| \| --------------------- \| ---------------------- \| ---------------------------------- \| --------------------- \| --------------------- \| \| 1.ª \| Annemiek van Vleuten \| Movistar Team \| 14 h 46 min 31 s \| \| \| 2.ª \| Ashleigh Moolman-Pasio \| SD Worx \| + 39 s \| \| \| 3.ª \| Kristen Faulkner \| Tibco-Silicon Valley Bank \| + 50 s \| \| \| 4.ª \| Marlen Reusser \| Alé BTC Ljubljana \| + 54 s \| \| \| 5.ª \| Cecilie Uttrup Ludwig \| FDJ-Nouvelle Aquitaine-Futuroscope \| + 58 s \| \| \| 6.ª \| Rachel Neylan \| Parkhotel Valkenburg \| + 1 min 00 s \| \| \| 7.ª \| Riejanne Markus \| Jumbo-Visma Women Team \| + 1 min 13 s \| \| \| 8.ª \| Juliette Labous \| Team DSM \| + 1 min 22 s \| \| \| 9.ª \| Lucinda Brand \| Trek-Segafredo \| + 1 min 22 s \| \| \| 10.ª \| Yara Kastelijn \| Plantur-Pura \| + 1 min 24 s \| \| |                        |                                    |                  |
| |                        |                                    |                  |
| Fuente: ProCyclingStats |                        |                                    |                  |
| Clasificación general |                        |                                    |                  |
| Ciclista | Ciclista               | Equipo                             | Tiempo           |
| 1.ª | Annemiek van Vleuten   | Movistar Team                      | 14 h 46 min 31 s |
| 2.ª | Ashleigh Moolman-Pasio | SD Worx                            | + 39 s           |
| 3.ª | Kristen Faulkner       | Tibco-Silicon Valley Bank          | + 50 s           |
| 4.ª | Marlen Reusser         | Alé BTC Ljubljana                  | + 54 s           |
| 5.ª | Cecilie Uttrup Ludwig  | FDJ-Nouvelle Aquitaine-Futuroscope | + 58 s           |
| 6.ª | Rachel Neylan          | Parkhotel Valkenburg               | + 1 min 00 s     |
| 7.ª | Riejanne Markus        | Jumbo-Visma Women Team             | + 1 min 13 s     |
| 8.ª | Juliette Labous        | Team DSM                           | + 1 min 22 s     |
| 9.ª | Lucinda Brand          | Trek-Segafredo                     | + 1 min 22 s     |
| 10.ª | Yara Kastelijn         | Plantur-Pura                       | + 1 min 24 s     |

### Clasificación por puntos
| Clasificación por puntos | Clasificación por puntos | Clasificación por puntos           | Clasificación por puntos | Clasificación por puntos |
| Ciclista                 | Ciclista                 | Equipo                             | Puntos                   |                          |
| ------------------------ | ------------------------ | ---------------------------------- | ------------------------ | ------------------------ |
| 1.ª                      | Alison Jackson           | Liv Racing                         | 25 pts                   |                          |
| 2.ª                      | Kristen Faulkner         | Tibco-Silicon Valley Bank          | 24 pts                   |                          |
| 3.ª                      | Riejanne Markus          | Jumbo-Visma Women Team             | 11 pts                   |                          |
| 4.ª                      | Christine Majerus        | SD Worx                            | 10 pts                   |                          |
| 5.ª                      | Coryn Rivera             | Team DSM                           | 10 pts                   |                          |
| 6.ª                      | Chloe Hosking            | Trek-Segafredo                     | 7 pts                    |                          |
| 7.ª                      | Tanja Erath              | Tibco-Silicon Valley Bank          | 6 pts                    |                          |
| 8.ª                      | Susanne Andersen         | Team DSM                           | 6 pts                    |                          |
| 9.ª                      | Brodie Chapman           | FDJ-Nouvelle Aquitaine-Futuroscope | 4 pts                    |                          |
| 10.ª                     | Rossella Ratto           | Bingoal-Chevalmeire                | 4 pts                    |                          |

### Clasificación de la montaña
| Clasificación de la montaña | Clasificación de la montaña | Clasificación de la montaña | Clasificación de la montaña | Clasificación de la montaña |
| Ciclista                    | Ciclista                    | Equipo                      | Puntos                      |                             |
| --------------------------- | --------------------------- | --------------------------- | --------------------------- | --------------------------- |
| 1.ª                         | Nina Buysman                | Parkhotel Valkenburg        | 15 pts                      |                             |
| 2.ª                         | Julie Van de Velde          | Jumbo-Visma Women Team      | 9 pts                       |                             |
| 3.ª                         | Anna Christian              | Drops-Le Col                | 6 pts                       |                             |
| 4.ª                         | Rossella Ratto              | Bingoal-Chevalmeire         | 6 pts                       |                             |
| 5.ª                         | Kristen Faulkner            | Tibco-Silicon Valley Bank   | 5 pts                       |                             |
| 6.ª                         | Annemiek van Vleuten        | Movistar Team               | 4 pts                       |                             |
| 7.ª                         | Aude Biannic                | Movistar Team               | 4 pts                       |                             |
| 8.ª                         | Tiril Jørgensen             | Noruega                     | 4 pts                       |                             |
| 9.ª                         | Ashleigh Moolman-Pasio      | SD Worx                     | 3 pts                       |                             |
| 10.ª                        | Anna Shackley               | SD Worx                     | 3 pts                       |                             |

### Clasificación de las jóvenes
| Clasificación del mejor joven | Clasificación del mejor joven | Clasificación del mejor joven | Clasificación del mejor joven | Clasificación del mejor joven |
| Ciclista                      | Ciclista                      | Equipo                        | Tiempo                        |                               |
| ----------------------------- | ----------------------------- | ----------------------------- | ----------------------------- | ----------------------------- |
| 1.ª                           | Niamh Fisher-Black            | SD Worx                       | 14 h 47 min 58 s              |                               |
| 2.ª                           | Anna Shackley                 | SD Worx                       | + 13 s                        |                               |
| 3.ª                           | Shirin van Anrooij            | Trek-Segafredo                | + 1 min 56 s                  |                               |
| 4.ª                           | Mischa Bredewold              | Parkhotel Valkenburg          | + 2 min 07 s                  |                               |
| 5.ª                           | Eleonora Gasparrini           | Valcar-Travel & Service       | + 3 min 36 s                  |                               |
| 6.ª                           | Anne Dorthe Ysland            | Coop-Hitec Products           | + 3 min 48 s                  |                               |
| 7.ª                           | Wilma Olausson                | Team DSM                      | + 8 min 36 s                  |                               |
| 8.ª                           | Inge van der Heijden          | Plantur-Pura                  | + 10 min 23 s                 |                               |
| 9.ª                           | Femke Gerritse                | Parkhotel Valkenburg          | + 11 min 08 s                 |                               |
| 10.ª                          | Amalie Lutro                  | Coop-Hitec Products           | + 12 min 55 s                 |                               |

### Clasificación por equipos
| Clasificación por equipos | Clasificación por equipos | Clasificación por equipos | Clasificación por equipos |
| Equipo                    | Equipo                    | Tiempo                    |                           |
| ------------------------- | ------------------------- | ------------------------- | ------------------------- |
| 1.º                       | SD Worx                   | 44 h 23 min 09 s          |                           |
| 2.º                       | Alé BTC Ljubljana         | + 1 min 32 s              |                           |
| 3.º                       | Canyon-SRAM Racing        | + 2 min 04 s              |                           |

## Evolución de las clasificaciones
| Etapa                   |                         | Ganador _            | Clasificación general | Puntos           | Montaña      | Jóvenes            | Equipo _          |
| ----------------------- | ----------------------- | -------------------- | --------------------- | ---------------- | ------------ | ------------------ | ----------------- |
| 1.ª etapa               | etapa llana             | Kristen Faulkner     | Kristen Faulkner      | Kristen Faulkner | Nina Buysman | Anna Shackley      | Team DSM          |
| 2.ª etapa               | etapa llana             | Riejanne Markus      | Riejanne Markus       | Kristen Faulkner | Nina Buysman | Mischa Bredewold   | Team DSM          |
| 3.ª etapa               | etapa de montaña        | Annemiek van Vleuten | Annemiek van Vleuten  | Kristen Faulkner | Nina Buysman | Niamh Fisher-Black | Alé BTC Ljubljana |
| 4.ª etapa               | etapa llana             | Chloe Hosking        | Annemiek van Vleuten  | Alison Jackson   | Nina Buysman | Niamh Fisher-Black | SD Worx           |
| Clasificaciones finales | Clasificaciones finales |                      | Annemiek van Vleuten  | Alison Jackson   | Nina Buysman | Niamh Fisher-Black | SD Worx           |

## Ciclistas participantes y posiciones finales
Convenciones:
- AB-N: Abandono en la etapa "N"
- FLT-N: Retiro por llegada fuera del límite de tiempo en la etapa "N"
- NTS-N: No tomó la salida para la etapa "N"
- DES-N: Descalificado o expulsado en la etapa "N"

## UCI WorldTour Femenino
El Ladies Tour of Norway' otorgará puntos para el UCI World Ranking Femenino y el UCI WorldTour Femenino para corredoras de los equipos en las categorías UCI WorldTeam Femenino y Continental Femenino. Las siguientes tablas muestran el baremo de puntuación y las 10 corredoras que obtuvieron más puntos:
| Posición              | 1.ª | 2.ª | 3.ª | 4.ª | 5.ª | 6.ª | 7.ª | 8.ª | 9.ª | 10.ª | 11.ª | 12.ª | 13.ª | 14.ª | 15.ª | 16.ª-20.ª | 21.ª-30.ª | 31.ª-40.ª |
| Clasificación general | 400 | 320 | 260 | 220 | 180 | 140 | 120 | 100 | 80  | 68   | 56   | 48   | 40   | 32   | 28   | 24        | 16        | 8         |
| Por etapa             | 50  | 40  | 30  | 25  | 20  | 18  | 15  | 10  | 8   | 6    |      |      |      |      |      |           |           |           |
| Líder                 | 8   |     |     |     |     |     |     |     |     |      |      |      |      |      |      |           |           |           |
| Mejor joven           | 6   | 4   | 2   |     |     |     |     |     |     |      |      |      |      |      |      |           |           |           |

| Clasificación |              |        |         |       |       |       |       |
| Posición      | Ciclista     | Equipo | General | Etapa | Líder | Joven | Total |
| ------------- | ------------ | ------ | ------- | ----- | ----- | ----- | ----- |
| 1.ª           | Bandera de ? |        | 400     |       |       |       |       |
| 2.ª           | Bandera de ? |        | 320     |       |       |       |       |
| 3.ª           | Bandera de ? |        | 260     |       |       |       |       |
| 4.ª           | Bandera de ? |        | 220     |       |       |       |       |
| 5.ª           | Bandera de ? |        | 180     |       |       |       |       |
| 6.ª           | Bandera de ? |        | 140     |       |       |       |       |
| 7.ª           | Bandera de ? |        | 120     |       |       |       |       |
| 8.ª           | Bandera de ? |        | 100     |       |       |       |       |
| 9.ª           | Bandera de ? |        | 80      |       |       |       |       |
| 10.ª          | Bandera de ? |        | 68      |       |       |       |       |